# Batalla naval de Guinea
La batalla naval de Guinea fue un conflicto bélico marítimo que tuvo lugar en 1478 en la Mina de Oro (en la costa atlántica de Guinea) entre una flota portuguesa y otra castellana en el ámbito de la guerra de sucesión castellana.
Los reyes de Castilla habían preparado dos flotas: una para comerciar en la Mina de Oro y la otra destinada a la conquista de Gran Canaria. Las dos navegaron juntas desde Sanlúcar de Barrameda hasta las Canarias y allí se separaron. La llegada de una escuadra portuguesa puso en fuga a la mayor parte de la flota destinada a Canarias, que no pudo por ello conquistar la isla. Los portugueses, por su parte, tampoco fueron capaces de desembarcar en Gran Canaria y decidieron retirarse a la Península, pero tuvieron repentinamente la suerte de capturar varios barcos castellanos cargados de víveres, por lo que cambiaron de planes y se dirigieron a Guinea.
La otra flota castellana llegó a la Mina sin problemas y obtuvo grandes cantidades de oro a cambio de objetos diversos. Sin embargo, el exceso de codicia del representante comercial de la Corona les hizo permanecer allí varios meses y ello dio tiempo a que llegara la flota portuguesa. Los castellanos, que estaban debilitados por las enfermedades tropicales y la inactividad, fueron atacados por sorpresa, derrotados y llevados prisioneros a Lisboa.
Gracias al oro conseguido con esta victoria, el rey portugués Alfonso V pudo relanzar la guerra por tierra contra Castilla, donde además la noticia de la derrota provocó desánimo y críticas al rey Fernando. Al firmarse la paz el año siguiente, el resultado de la batalla naval de Guinea fue probablemente decisivo para que Portugal obtuviese un reparto del Atlántico muy favorable, logrando el control exclusivo de toda Guinea, entre otros territorios atlánticos.

## Prolegómenos

### Preparativos castellanos

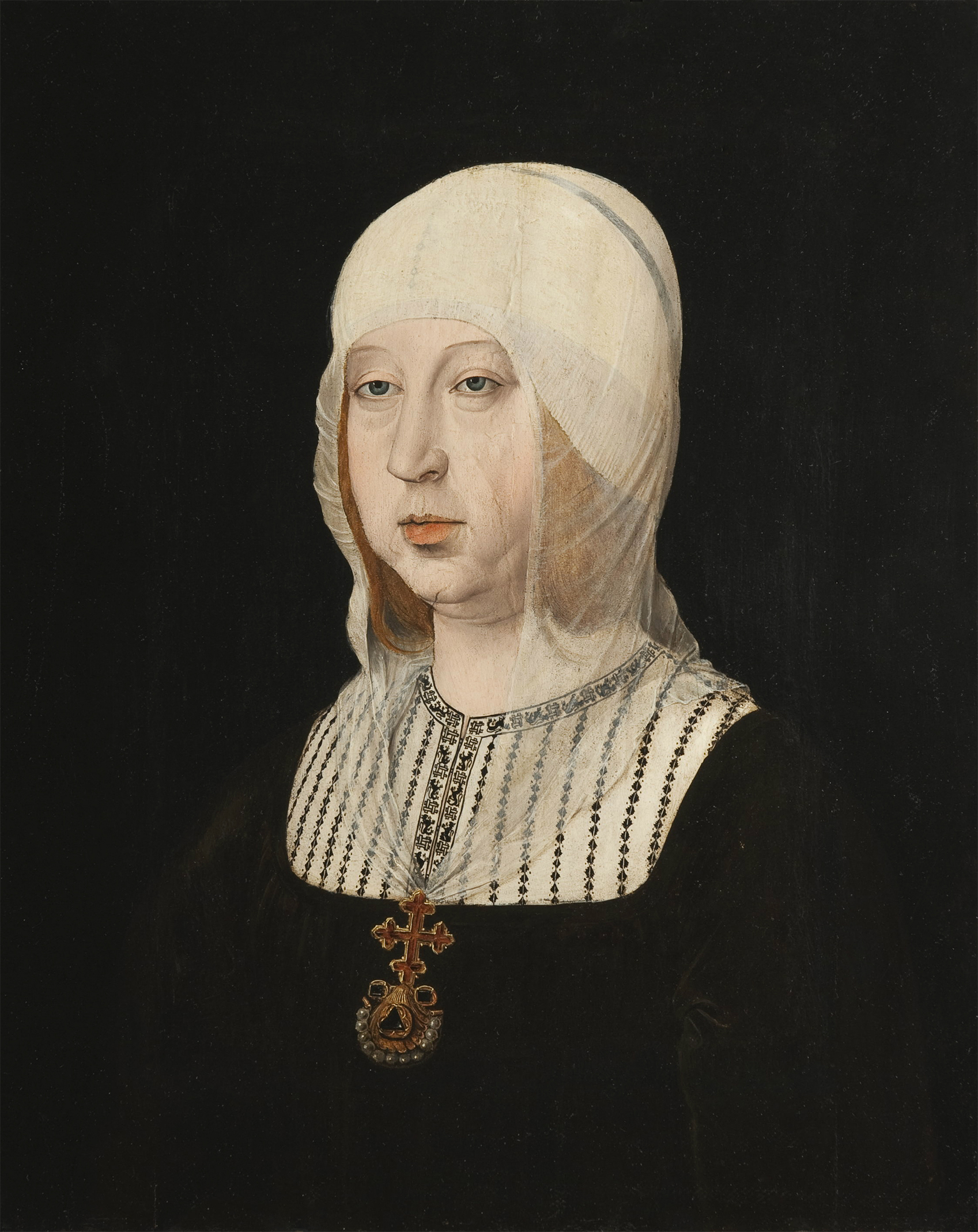
Isabel I de Castilla.

A principios de 1478, los Reyes Católicos comenzaron a preparar en el puerto de Sanlúcar dos flotas: una para comerciar y hostigar a los portugueses en la Mina de Oro y la otra destinada a la conquista de la isla de Gran Canaria. Según el cronista castellano Alfonso de Palencia la flota de la Mina estaba compuesta por once barcos y la de Canarias por veinticinco. Las dos armadas partieron juntas de Andalucía para protegerse mutuamente y solo se separaron al llegar a las islas Canarias. El otro cronista castellano que menciona la expedición, Hernando del Pulgar, afirma que la flota de la Mina de Oro la formaban treinta y cinco carabelas, pero quizás confunde la cifra con la de la suma de las dos flotas, debido a que al salir del puerto ambas iban juntas.
Los jefes militares encargados de la conquista de Gran Canaria eran Juan Rejón y Juan Bermúdez. El comandante de la flota de la Mina parece haber sido el barcelonés Juanoto Boscá, y no Pedro de Covides como afirma Del Pulgar. Los reyes además nombraron a Francesco Buonaguisi y Berenguer Granell como sus representantes en la expedición, con autoridad máxima en todo lo tocante al comercio en Guinea. Justo antes de partir las flotas, la reina Isabel decretó que las carabelas de la Corona tendrían prioridad sobre todas las otras de la expedición a la Mina de Oro a la hora de vender sus conchas y de "rescatar" (comerciar) en el Río de los Esclavos.

### Reacción portuguesa

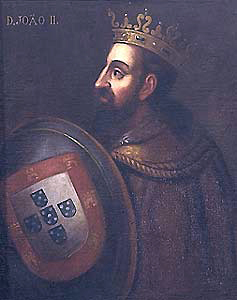
El príncipe Juan de Portugal.

El príncipe Juan, enterado de los planes castellanos, preparó una flota superior en número para sorprender a sus enemigos en cuanto desembarcasen en Gran Canaria. No podía sin embargo enviar la flota hasta la Mina porque no disponía de víveres suficientes. El rey Fernando se enteró a su vez de estos preparativos y envió un pequeño esquife para avisar a los andaluces.
Rui de Pina afirma que el mando de la flota portuguesa se repartía entre Jorge Correa y Mem Palha, mientras que De Palencia dice que era Jorge Correa el comandante.

### Combate en Canarias
Las dos flotas castellanas partieron juntas de Sanlúcar probablemente en abril de 1478. Tras una escala en Cádiz, navegaron hasta llegar a "las costas de Mauritania" el 4 de mayo y de allí a Gran Canaria, donde atracaron en puerto seguro.
La flota de la Mina continuó su viaje unida pero la de Canarias se dispersó al poco de llegar a su destino. Mientras una parte de la expedición se dedicaba a secuestrar  esclavos y orchilla por las islas vecinas, solo 300 soldados llegaron a desembarcar en Gran Canaria. Cuando llegó el barco con el mensaje del rey Fernando avisando del peligro portugués, el grueso de la flota, con los 1000 soldados restantes, levó anclas y huyó a alta mar.
Los portugueses llegaron finalmente con veinte barcos y unos 1600 soldados y se dispusieron a desembarcar en el puerto de Sardina (Gran Canaria) para, en cooperación con los indígenas canarios, derrotar a los castellanos que se encontraban en la isla. Pero el 27 de julio se desató un temporal que impidió el desembarco y a continuación los andaluces desplegaron una intensa actividad defensiva que finalmente impidió la maniobra portuguesa. A los cinco días los lusos desistieron y se retiraron. Al pasar por las islas vecinas apresaron a los castellanos que andaban dispersos buscando esclavos, haciendo unos 200 prisioneros que enviaron a Portugal en cinco barcos. También tuvieron la suerte de capturar varios barcos de víveres, lo que les permitió modificar sus planes y dirigirse hacia el sur, a la Mina de Oro, en busca de la segunda flota castellana.
Los castellanos de Gran Canaria sobrevivieron pero quedaron reducidos a la inactividad hasta que una nueva flota llegó a la isla a finales del año siguiente.

## Combate en la Mina

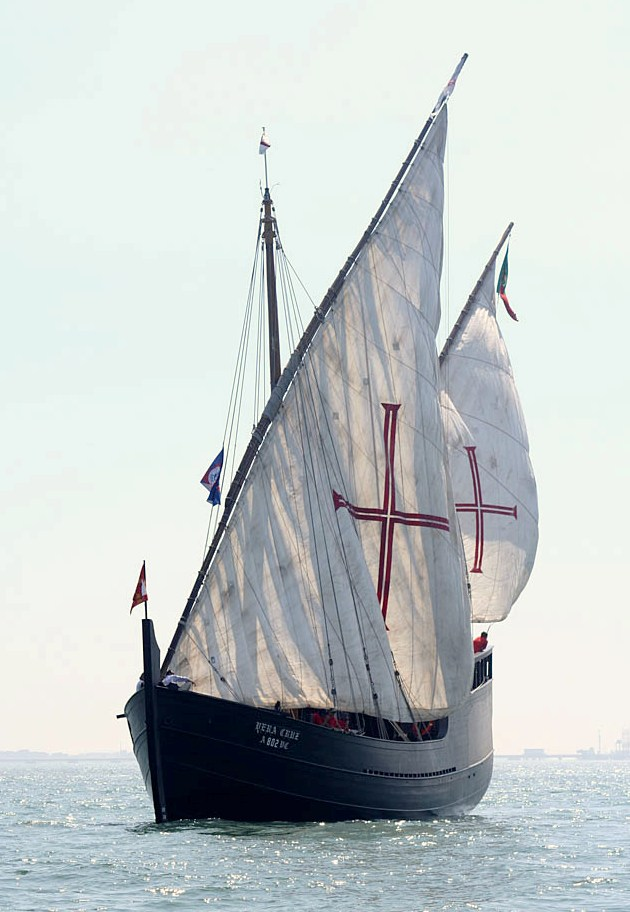
Reconstrucción actual de una carabela portuguesa.

### Negligencia castellana
Alonso de Palencia, el cronista que más detalles aporta sobre la batalla, explica que la flota castellana destinada a la Mina llegó allí sin problemas y obtuvo gran cantidad de oro de los indígenas a cambio de ámbar, objetos de latón, conchas de púrpura, tejidos de lino y de lana y joyas falsas. El comandante Boscá habría deseado emprender el regreso pasados treinta días. Sin embargo, el producto más apreciado por los naturales resultaron ser los esclavos, así que el comisario real Berenguer Granel decidió enviar dos barcos a buscar esclavos a otras regiones costeras ("in ulteriores aethiopum oras") para conseguir aún más oro. Esto obligó a alargar la estancia durante al menos un mes más. Boscá se opuso pero tuvo que ceder finalmente ante Granel, que era el representante de la Corona en todo lo concerniente al comercio.
La larga inactividad y las enfermedades tropicales fueron mermando a los castellanos y dejando a la mayor parte de los tripulantes fuera de combate. Los barcos fueron anclados y cubiertos con lienzos en un puerto situado a un día de navegación de la Mina de Oro. El lugar donde se encontraban estaba separado de alta mar por un angosto paso llamado estrecho de Tres Puntas.

### Llegada de los portugueses
Hacía dos meses que los castellanos languidecían en la Mina cuando apareció la flota portuguesa con once buques. El comandante portugués, Jorge Correa, envió por delante un barco ligero de reconocimiento que al alba detectó a los enemigos en el interior del puerto. A continuación el grueso de la flota se situó frente al estrecho de Tres Puntas, bloqueándolo, y atacó a los castellanos.
La resistencia fue muy débil. Solo una de las naves castellanas, llamada "Candona", trató de luchar pero fue rápidamente dominada por dos barcos portugueses. Toda la flota castellana, con sus tripulantes y su rico cargamento de oro, cayó en manos de Correa. Incluso los dos barcos que regresaban cargados de esclavos fueron capturados también. La victoria portuguesa fue total y al parecer sin sufrir bajas.

### Retorno a la Península
Correa llevó a sus prisioneros a la Mina y los exhibió ante el rey local. Tras pasar tres días comerciando, ordenó el regreso. Dictaminó que la flota se separase en el camino de vuelta, para evitar ser capturada en su totalidad. Un hecho curioso citado por De Palencia es que Correa ordenó liberar a los prisioneros de origen vasco, dándoles dos barcos ligeros de los más deteriorados y unos pocos víveres para que volviesen por su cuenta a Castilla. Al parecer, retenerlos habría contravenido un pacto existente entre portugueses y vascos (... quos retinere censeretur ex pacto nefas...).
Los barcos fueron llegando a Lisboa uno tras otro, sin pérdidas en el camino de vuelta. Los prisioneros fueron encerrados en mazmorras hasta el final de la guerra.

## Consecuencias

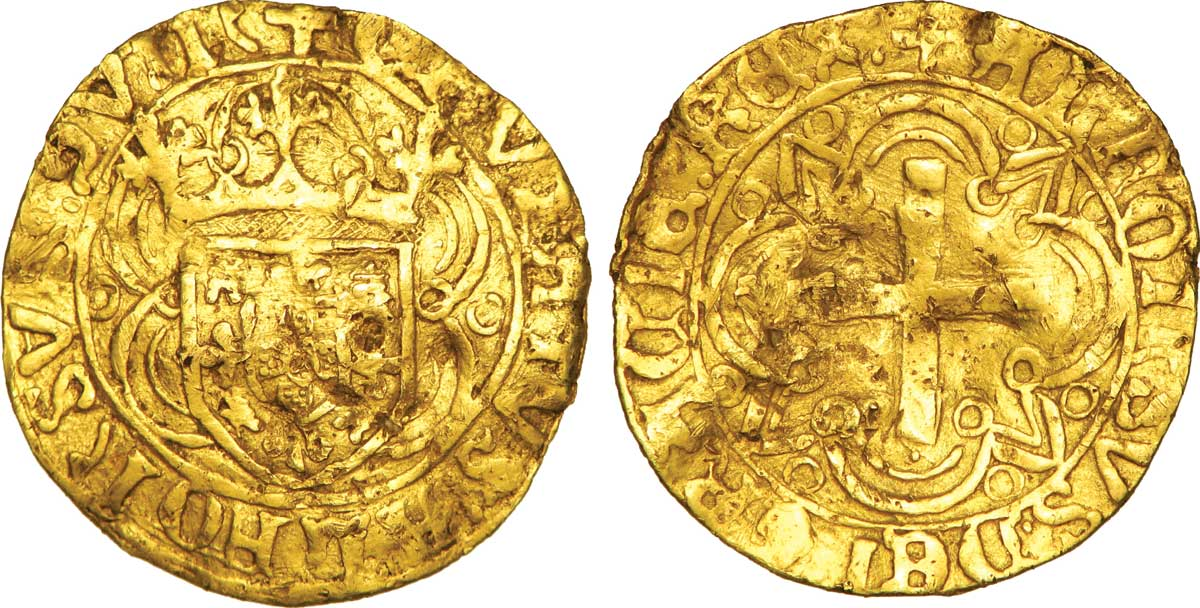
Moneda de oro emitida por el rey Alfonso V de Portugal.

El quinto del oro conseguido fue entregado a la Corona portuguesa como impuesto, según la práctica habitual. Del Pulgar afirma que los ingresos así obtenidos por Alfonso V le permitieron lanzar una ofensiva por tierra contra Castilla.
De Palencia dice que cuando la noticia de la grave derrota llegó a Andalucía (probablemente en enero de 1479) cundió el desánimo y se empezó a criticar duramente al rey Fernando. El año 1479 fue difícil para los reyes de Castilla porque se sublevaron simultáneamente varios nobles y las tropas portuguesas irrumpieron en Extremadura, reactivándose así la guerra por tierra hasta la firma del tratado de paz en septiembre, en el cual los castellanos tuvieron que ceder a Portugal el control exclusivo de todos los territorios del Atlántico con la única excepción de las Canarias.
Las fuentes portuguesas, por su parte, afirman que tanto los prisioneros de la batalla de Guinea como gran parte del oro capturado fueron devueltos a Castilla tras la firma de la paz.

## Textos

### Versión de Hernando del Pulgar (castellano)
Ansimesmo en aquellos dias partiéron de la cibdad de Sevilla é de los otros puertos del Andalucia fasta treinta é cinco caravelas para la mina del oro : en las quales iban muchos mercaderes é personas que se sentian dispuestos para sofrir el largo camino de la mar, é las dolencias que se recrecian en aquella tierra. Los quales llevaban cargadas las naos de aquellas ropas viejas, é conchas, é almireces, é manillas de laton, é de las otras cosas que eran demandadas por las gentes que en aquellas tierras moraban. Y embiáron el Rey é la Reyna en aquella flota por capitan un caballero que se llamaba Pedro de Covídes, á quien mandáron que obedeciesen todas las gentes é mercaderes que iban en aquella flota. É de todo el oro que se traia de aquella tierra, el Rey é la Reina habían la quinta parte, de lo qual habían gran renta.
Parte 2, cap. 76 de la Crónica de los Señores Reyes Católicos Don Fernando y Doña Isabel de Castilla y de Aragón (transcrita de Cervantes Virtual)

Segun habemos contado, el año antepasado partiéron treinta é cinco naos de los puertos de la mar que son en el Andalucía, para ir á la tierra donde había la mina del oro. Los que iban en estas naos fueron en salvo á aquellas partes, é trocáron á pedazos de oro las conchas é cosas de latón é ropas viejas, é las otras cosas que llevaban, que son pedidas é deseadas por los bárbaros que moran en aquella tierra. Fechos sus troques, á la vuelta que volvían con gran suma de oro, los Portogueses que fueron avisados, como habían partido á facer aquella via, armáron ciertas naos, é aguardáron á las naos castellanas al tiempo que entendian que podían volver : y encontráron con ellas, é tomaron todas treinta é cinco naos con todo el oro que traian, é prendieron á todos los que iban en ellas, é del oro que el Rey de Portogal ovo del quinto que le pertenecia de aquella presa, tovo dinero para pagar sueldo, é fornecer la gente que fue desbaratada por el Maestre de Santiago. É fueron trocados muchos de los Portogueses que fueron presos en la batalla, con los Castellanos que fueron presos en las naos : é ansí fueron libres los presos de la una parte é de la otra.
Parte 2, cap.88 de la Crónica de los Señores Reyes Católicos Don Fernando y Doña Isabel de Castilla y de Aragón (transcrita de Cervantes Virtual)

### Versión de Rui de Pina (portugués)
E porque o Principe no anno passado ante das pazes soube que certa armada era ida de Castella resgatar contra sua defesa á Mina, armou contra ella outra de que por uma vez foi capitão mór Jorge Corréa, comendador do Pinheiro, e da outra Mem Palha, homens honrados e bons cavalleiros. Os quaes toparam na Mina os castelhanos, e assi os cometeram que muito a seu salvo lhes tomaram sua frota, com muito ouro e mercadorias, e trouxeram suas pessoas presos e captivos a Lisboa, que por condição das pazes foram soltos, e o ouro que foi muita soma assi como vinha em joias e arrieis foi levado a Beja, de muita parte do qual o Principe fez mercé aos embaixadores de Castella, que depois a Moura vieram sobre o concerto das terçarias.
Capítulo 208 de la Chronica d'El-Rei D. Affonso V

## Crónicas contemporáneas
- Alfonso de PALENCIA. Gesta Hispaniensia ex annalibus suorum diebus colligentis. Las tres primeras Décadas fueron editadas como Crónica del rey Enrique IV por Antonio Paz y Meliá en 1904 y la cuarta, que el autor dejó incompleta, como Cuarta Década por José López de Toro en 1970).
- Ruy de PINA. Chronica d'El-Rei D. Affonso V (ed. Bibliotheca de Classicos Portuguezes, Lisboa, 1904).
- Hernando del PULGAR. Crónica de los señores reyes católicos Don Fernando y Doña Isabel (Biblioteca de autores españoles, vol. 70; 1923).